# Lubiszewo Tczewskie
Lubiszewo Tczewskie (en cachoube Lubiszéwò) est un village polonais de la Kociewie, situé dans la voïvodie de Poméranie (powiat de Tczew, gmina de Tczew). Le village compte 414 habitants (2006).
De 1975 à 1998, Lubiszewo se trouvait dans la voïvodie de Gdańsk.

## Situation géographique
Les coordonnées géographiques de Lubiszewo Tczewskie sont 54° 05' 22 N 18° 42' 20 E. Le village se trouve 6 km à l’ouest de Tczew, dans la vallée de la Motława, sur la route régionale 224 reliant la gmina de Wejherowo à Tczew. À proximité du village, se trouve le carrefour entre la route 224 et l’autoroute A1.
Au sud-ouest du village s’étirent des collines d’origine glaciaire (drumlins).

## Histoire
Dès le Haut Moyen Âge, Lubiszewo abrite une place forte des ducs de Poméranie. Jusqu’en 1253, Lubiszewo joue le rôle de capitale d’un petit duché né du démembrement féodal de la Poméranie orientale. Par la suite, le duc Sambor II transfère sa capitale à Tczew.
Les environs du village ont été le théâtre de la célèbre bataille de Lubiszewo (17 avril 1577).

### Les Hospitaliers et les Teutoniques
Le successeur de Sambor II, le duc Mestwin II, offre Lubiszewo et ses environs à l’ordre de Saint-Jean de Jérusalem en 1278.
En 1370, les Hospitaliers vendent leurs possessions à l’ordre Teutonique et Lubiszewo perd rapidement toute importance.
- L’église gothique de la Sainte-Trinité (début du XIVe siècle, reconstruite au XIXe siècle) et sa riche décoration intérieure.

## Crédit d'auteurs
- (pl) Cet article est partiellement ou en totalité issu de l’article de Wikipédia en polonais intitulé « Lubiszewo Tczewskie » (voir la liste des auteurs).